# Melaloncha juxta
Melaloncha juxta är en tvåvingeart som beskrevs av Brown 2006. Melaloncha juxta ingår i släktet Melaloncha och familjen puckelflugor.
Artens utbredningsområde är Colombia. Inga underarter finns listade i Catalogue of Life.